# 贡纳尔·林德斯特伦
贡纳尔·林德斯特伦（瑞典語：Gunnar Lindström，1896年2月11日—1951年10月6日），瑞典男子田径运动员。他曾代表瑞典参加1920年、1924年和1928年夏季奥林匹克运动会田径比赛，获得一枚银牌。